# Liguri Bebiani
Le terme Liguri Bebiani était connu dans la géographie romaine comme une colonie de Ligures dans la région du Samnium, au sud des Apennins en Italie. La zone archéologique de Macchia se trouve près de la commune de Circello, province de Bénévent en Campanie,.

## Historique
Les villes de Taurasia (à ne pas confondre avec l'actuelle Taurasi) et de Cisauna dans le Samnium avaient été prises en 298 av. J.-C. par le consul romain Lucius Cornelius Scipio Barbatus, et leur territoire devint domaine de l'État romain (Ager publicus). En 180 av. J.-C., 47 000 Ligures Apuani, un peuple mentionné à plusieurs reprises par Tite-Live comme la plus redoutable des tribus ligures qui contrôlaient la région depuis les zones côtières de Luni jusqu'aux Alpes apuanes et aux Apennins de Toscane, y compris des femmes et des enfants, furent déportés de force dans ce district du sud de l'Italie. Deux pagus furent formées, les Liguri Bebiani et les Liguri Corneliani, prenant leurs noms des consuls de 181 av. J.-C. qui supervisèrent leur déportation, Marcus Baebius Tamphilus et Publius Cornelius Cethegus.
En 99 apr. J.-C., un tremblement de terre dans le pagus des Liguri Bebiani (qui faisait maintenant partie de la Regio II Apulia et Calabria) a provoqué l'effondrement du bâtiment thermal, qui a ensuite été restauré, comme le montre le texte d'une épigraphe.

### Site archéologique

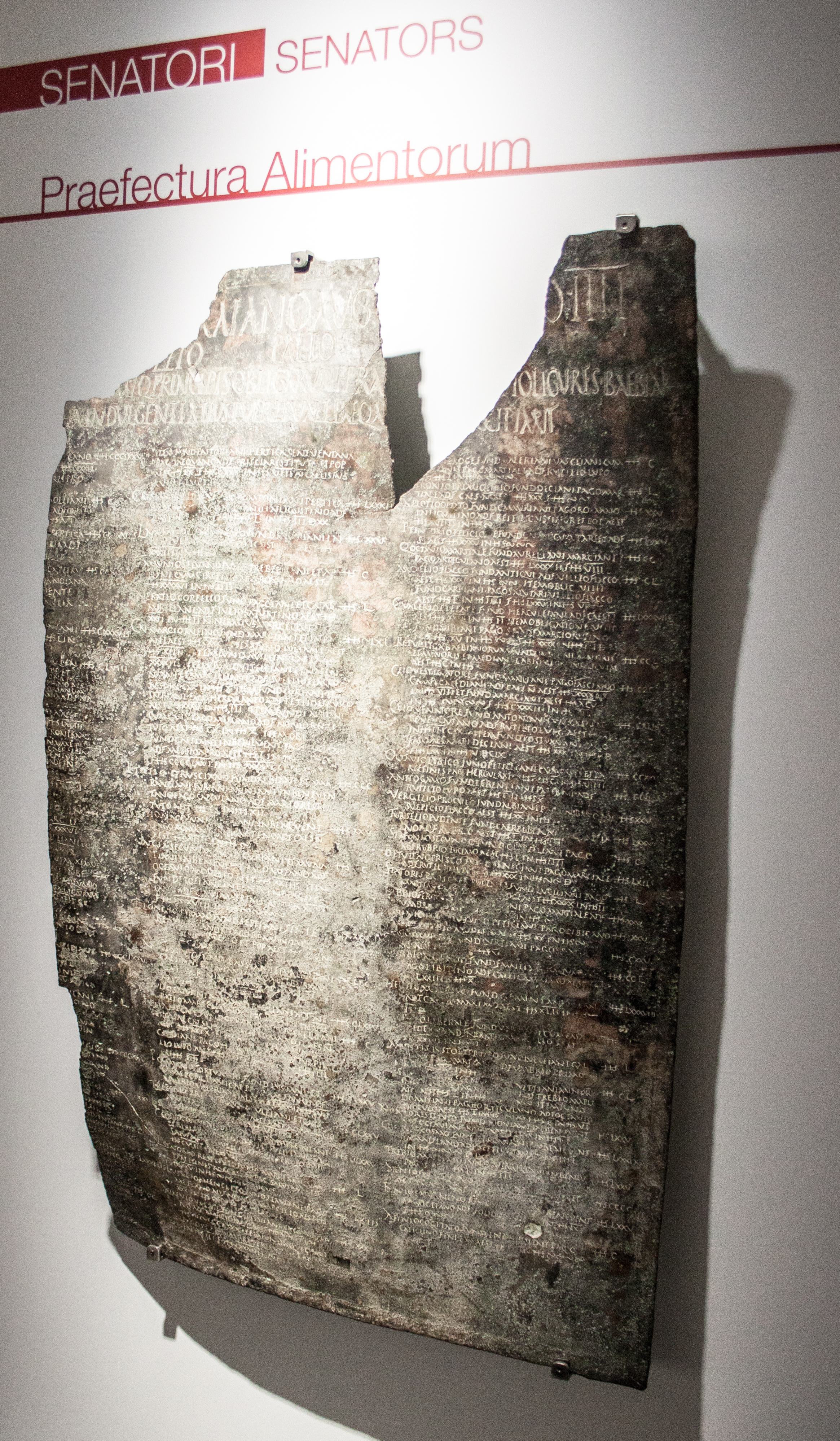
Table alimentaire des Liguri Bebiani au Musée national Romain.

Le site de l'ancienne ville de Bebium se trouve à 24 km au nord de Bénévent, dans le district de Macchia, de la municipalité de l'actuelle Circello, sur la route qui mène de Saepinum à Aequum Tuticum. 
Dans ses ruines, plusieurs inscriptions ont été retrouvées, notamment une grande tablette de bronze découverte dans un édifice public du forum portant la date de 101 apr. J.-C. et relative à l'institution alimentaire fondée par Trajan à cet endroit (voir Table alimentaire de Veleia). Une somme d'argent était prêtée aux propriétaires fonciers du district (dont les noms et les domaines sont précisés dans l'inscription), et les intérêts qu'elle produisait constituaient les revenus de l'institution, qui, sur le modèle de celle de Veleia, aurait servi à entretenir un peu plus d'une centaine d'enfants. Le capital était de 401 800 sesterces, et l'intérêt annuel probablement de 5 %, soit 20 090 sesterces. 
Le site de l'autre colonie, celle des Liguri Corneliani, est inconnu.

## Galerie

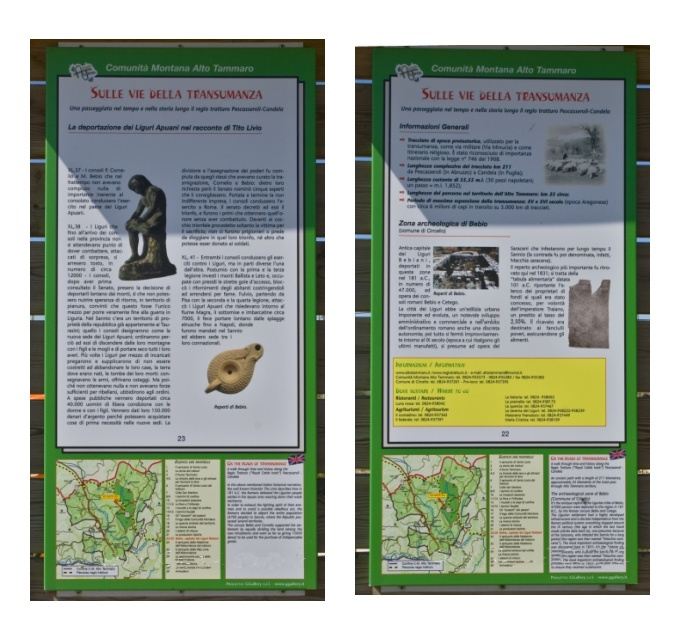
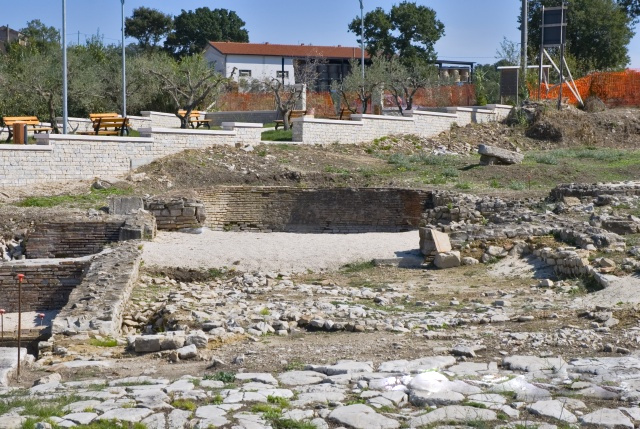